# Агалов, Владимир Константинович
Владимир Константинович Агалов (род. 28 января 1938 года, Баргузин, Баргузинский район, Бурят-Монгольской АССР, РСФСР, СССР) — советский и российский политический и государственный деятель, член Совета Федерации (2000—2004).

## Биография
Владимир Агалов родился 28 января 1938 года в Баргузине, Баргузинский район, Бурят-Монгольской АССР, РСФСР, СССР.
В 1962 году окончил Иркутский политехнический институт по специальности инженер-электромеханик. Работал механиком в тресте «Иртышуголь», затем перешёл на Улан-Удэнский авиационный завод. В 1965 году стал конструктором, в 1967 году назначен начальником лаборатории, в 1974 году — заместителем председателя профсоюзного комитета, в 1977 году — помощником директора, в 1978 — секретарём парткома (руководителем первичной организации КПСС) завода. В 1984 году избран председателем Улан-Удэнского городского исполнительного комитета Совета народных депутатов. Под его руководством были закончены строительство городского Дома детско-юношеского творчества, психиатрической больницы, АТС-4, ГПТУ Министерства жилищно-коммунального хозяйства Республики Бурятия, детского приемника-распределителя, тяговой подстанции № 10. С 1987 года — заместитель Председателя Совета Министров Бурятской АССР.
В 1990—1994 годах — первый заместитель председателя СМ Бурятии, в 1990—1993 годах — народный депутат России. В 1994 году избран депутатом Народного хурала Республики Бурятия, возглавлял Комитет по экономической политике в промышленном и аграрном секторах, использованию природных ресурсов, экологии и торговле. С 1996 года — первый заместитель Председателя Правительства Республики, и председатель Совета Бурятского регионального отделения движения «Наш дом — Россия», с 1997 года — член Политсовета НДР. Возглавлял Бурятское региональное отделение Российской партии жизни (РПЖ). В 2006 году после вхождения РПЖ в состав партии «Справедливая Россия: Родина/Пенсионеры/Жизнь» вошёл в состав Совета Бурятского регионального отделения партии.
26 декабря 2000 года подтверждены полномочия В. К. Агалова как члена Совета Федерации Федерального Собрания Российской Федерации от Правительства Республики Бурятия, 5 августа 2002 года полномочия продлены.
1 января 2004 года Агалов досрочно сложил с себя полномочия члена Совета Федерации, указав в заявлении от 18 декабря 2003 года на имя главы Республики Леонида Потапова причиной своего решения состояние здоровья (25 декабря 2003 года Народный хурал поддержал кандидатуру его преемника — банкира В. Б. Малкина).
В 2004 году — представитель Народного Хурала Республики Бурятия в г. Москве.

## Награды и достижения
- Орден «Знак Почёта», медаль «За строительство Байкало-Амурской магистрали», Почётная грамота СФ[7].
- В 1993 году Владимиру Агалову было присвоено звание «Почетный гражданин г. Улан-Удэ» за большой личный вклад в социально-экономическое развитие города и плодотворную общественную работу[1].
- Орден Почёта (15 апреля 1998)[8].